# 이미지의 배반
《이미지의 배반》(La trahison des images)은 벨기에의 초현실주의 화가 르네 마그리트의 대표작이자 그의 세계를 이해하는 열쇠를 제공해주는 작품이다. 이 작품에는 흔한 파이프가 그려져 있지만 그 아래에는 'Ceci n'est pas une pipe'(이것은 파이프가 아니다)라고 쓰여 있다. 관습에 따르면 파이프를 재현한 그림 속의 파이프는 파이프가 맞지만, 마그리트는 관습적 사고방식을 깨기 위해 의도적으로 그림과 문장을 모순적으로 표현하였고 미술가가 대상을 매우 사실적으로 묘사한다 하더라도 그것은 그 대상의 재현일 뿐이지, 그 대상 자체일 수는 없다고 역설한다.

## 작가 르네마그리트
초현실주의 시대에 대표적인 작가 중에 한 사람인 르네 마그리트(프랑스어: René Magritte)는 초현실적인 작품을 많이 남긴 벨기에의 화가이다. 그는 1898년 11월21일에 벨기에에서 태어나 1967년 8월 15일에 사망하였다. 1916년 브뤼셀에서 미술공부를 시작했고,1920년 중반까지 미래주의와 입체주의 성향의 작품을 그렸다. 그러나 그 이후 조르조 데 기리코(Giorgio de Chirico)의 영향을 받아 초현실주의적인 작품을 제작하기 시작했다. 그는 초현실주의적이지만 자신만의 개성이 두드러지는 작품들을 제작했다.주로 우리 주변에 있는 대상들을 매우 사실적으로 묘사하고 그것과는 전혀 다른 요소들을 작품 안에 배치하는 데페이즈망 기법을 사용하였다.1940년대에는 그 전까지 했었던 작품들과는 다른 작품을 제작하기도 하는데, 인상주의시기의 피에르 오귀스트 르누아르(Pierre Auguste Renoir)의 영향을 받은 작품들과 바슈시기의 야수파의 영향을 받은 작품들이 제작되었다.그의 작품들은 주로 신비한 분위기와 고정관념을 깨는 소재와 구조,발상의 전환 등의 특징을 보이며 이러한 특징은 우리가 일상적으로 생각하는 모든 것들을 새로운 시선으로 바라보게 한다.

## 작품 '이미지의 배반'

### 이미지와 말
그려진 이미지는 통속적 재현이 아니다. 왜냐하면 그것은 화가가 사물을 보는 방식과 그리는 기법, 즉 자신의 눈과 손을 통해 포착된 자신의 몸, 그 화가 개인을 묘사하는 것이기 때문이다. 회화는 증명사진처럼 동일성의 의미를 전하지 않는다. 회화의 목적은 외형적 현실 자체가 아니라 현실 이면에 있는 깊이를 헤아릴 수 없는 비밀에 주의를 돌리는 것이다. 마그리트의 작품에 그려진 이미지는 언제나 사유의 이미지다. 이와 같은 입장에서 그것이 이미지로서 갖는 고유한 상황을 반성할 것을 요구한다. 그것은 가시적 환영이라는 의미에서, 현실 묘사를 위한 단순한 외관의 재현이 결코 아니다. 특히 이미 친숙하기 때문에 이름 붙여질 필요 없는 것을 이름을 붙이고 그것 자체를 부정함으로써 부조리한 표현을 하였으며, 거기에서 단지 결정되지 않고 얽매이지 않은 상황에 놓인 파이프의 재현밖에 없다. 이미지와 문구는 긴밀한 관계에 있어도 그 문자의 주장이 허위인지 진실인지 말하기 어렵다.
이에 대해 미쉘 푸코는 이것은 ’파이프’가 아니라 ‘파이프의 뎃상’일 뿐이다. 이것은 ‘파이프’가 아니라 ‘이것은 파이프다’ 라고 말하고 있는 문장이고,‘파이프가 아니다’란 문장은 ‘파이프’가 아니며,‘이것은 파이프가 아니다’란 문장에서 이것은 ‘파이프’가 아니며, 그림, 쓰여진 문장, 파이프의 뎃상, 이 모든 것 ‘파이프’가 아니라고 설명한다.
이미지가 대상인 사물, 오브제를 나타낼 수도 있고, 잘못된 언어와 결합하면 이미지가 심지어 오브제 그 자체로 여겨질 수도 있다는 사실을 지적하며 말과 이미지의 관계의 임의성을 보여주고 있다. 비록 이미지와 글귀가 명백히 연관되어 있더라도 글귀의 내용이 옳거나 그르다고 말하기 어렵다. 즉, 언어의 임의성이란 문제 외에도, 그려진 대상은 2차적인 물체일 뿐이고, 현실의 환상적 이미지에 지나지 않는다는 것을 제시한다.

#### 작품해석
위에 보이는 그림처럼 그려진 파이프를 가지고는 담배를 피울 수 없다. 따라서 그려진 파이프는 파이프가 아니다. 이미지와 대상 사이가 그런 것처럼, 말과 대상 사이에는 정의하기 어려운 비밀스러운 간극이 존재한다. 마그리트는 이미지와 말을 통해 실재를 포착하고 이 두 보완적인 체계들의 협력을 통해 실재를 단단히 붙들어두는 장치를 구성하는 데는 관심이 없다. 그보다는 말에 대한 내적 거리와 이미지에 대한 외적 거리를 이용하여 잠에서 깬 상태에서 지각할 수 있는 꿈을 보여주는 독창적인 사유를 불러일으키고자 한다고 볼 수 있다.
그는 두개의 언어(시각적인 것과 말로 되어 있는)가 서로 무효화시키도록 만들고 있다. 그 자신은 자신의 그림이 "생각의 자유에 대한 물질적 기호로서" 여겨져야 한다고 말했다. 그리고 그는 이러한 자유라는 것이 무엇을 의미하는 것인지 정의를 내렸다."삶, 우주, 무한한 공간 등은 생각이 진정으로 자유로울 경우에 아무런 가치도 갖지 못한다. 그것에 대하여 가치를 지니는 유일한 것은 의미, 즉 불가능한 것들이라는 정신적 개념이다."
그의 이런 방식은 전통적인 묘사방식을 부정하고 있다. 사람들이 어떻게 파이프 그림이 파이프 자체라고 생각할 수 있는지에 놀라는 자신을, 관람자는 발견 하게 된다.

#### 실체와 명명

두 개의 비밀(The Two Mysteries)
1966년, Oil on Canvas,65 x 80 cm, 브뤼셀 이시 브라쇼 미술관

마그리트는 이미지와 말을 통해 실재를 포착하고 이 두 보온적인 체계들의 협력을 통해 실재를 단단히 붙들어두는 장치를 구성하는 데는 관심이 없다. 그보다는 말에 대한 내적 거리와 이미지에 대한 외적 거리를 이용하여, 잠에서 깬 상태에서 지각할 수 있는 꿈을 보여주는 비밀, 저 손상되지 않은 비밀스러운 차이, 독창적인 사유를 불러일으키고자 한다.
말(言)은 가시적인 것의 영역에 속하지만 그 개념 자체에는 말의 특성이 전혀 없다. 예를 들어, 모든 사람들에게 알려진 말(馬)이라는 '개념'과 이 피조물 사이에는 오로지 추상적인 관계만 존재한다. 이미지와 마찬가지로, 말(言) 또한 언어의 본성과 그것이 언급하는 사물 사이의 차이를 가지고 게임을 한다. 또 다른 예로 '센 강'이라고 쓰인 말은 파리를 연상시키지만 이것은 실제적이지 않고 단지 추상적인 과정일 뿐이다.
파이프의 재현물은 파이프가 아니라는 것으로 우리가 명명하는 것과 그 실체는 엄연히 다를 수 있다는 간단하고 평범한 결론으로 보인다. 그럼에도 이것은 마그리트가 거듭 언급하는 세속적인 비밀을 그만큼 더 감추고 있다. 대상을 지시하는 말도 대상을 그린 그림도, 대상이 실제 존재한다는 점을 우리로 하여금 확신하게 할 수 없다.

## 연애의 기술

### 데페이즈망

#### 정의
데페이즈망(Depaysement)이란 용어는 본래 ‘사람을 타향에 보내는 것’또는 ‘다른 생활환경에 두는 것’을 의미한다. 즉 어떤 물체를 본래 있던 곳에서 떼어내는 것을 가리키는 것이다. 데페이즈망은 자동기술법과 같이 잠재된 의식을 내포한 것이기는 하지만 추상적인 성격이 아닌 사실적이며 구체적인 형상을 비논리적이고 모순적인 결합으로 표현한다. 이는 물체나 영상을 그것이 놓여있는 본래의 용도, 기능, 의미를 이탈시켜 놓은 전위법으로 모순, 대립되는 요소들을 동일한 화폭에서 결합시키거나 어떤 오브제를 전혀 엉뚱한 환경에 위치시켜서 시각적 충격과 신비감을 불러일으키는 기법이다. 오토마티즘을 보다 정교하게, 효과적으로 다듬어가는 과정에서 생겨난 것이라 할 수 있으며 프로이드의 자유연상과 브르통의 초현실주의 선언은 데페이즈망 기법을 낳게 되는 가장 직접적인 유래가 된다.

#### 마그리트의 데페이즈망
마그리트는 초현실주의자들이 주로 탐닉했던 자동기술법(Automatism)이나 꿈의 세계에 대한 환각적 탐구와는 달리 현실의 신비 등에 관심을 보이면서 그만의 독자적인 데페이즈망 기법으로 시적 이미지를 창조해나갔다. 현실세계에 대한 논리적 회의와 인식에 대한 문제들의 반문으로써 사용했는데,그는 이성과 합리적인 사유에 저항하여 의식적이고 계획된 행동인 데페이즈망으로 자기만의 독특한 회화세계를 구축하였다.
의식과 무의식이 융합되는, 분화하기 이전의 자유로운 사고의 순간을 즐겨 표현해왔던 마그리트에게 데페이즈망이라는 기법은 매우 적절했다. 마그리트는 평소 익숙했던 사물들의 위치를 전환시켜 엉뚱한 다른 요소들과 결합시키거나, 사물과 말 사이의 엉뚱한 조합을 시도하기도 하였다. 그렇게 해서 그는 기존의 재현체계, 의사소통의 체계를 거부하고 말과 사물, 언어와 사고 사이의 의미관계의 전복을 꾀했다. 마그리트의 데페이즈망은 전혀 관계가 없는 일상적 사물을 전혀 예기치 않은 상황에서 만나게 하여 현실에서 미처 느끼지 못하던 신비로운 충격을 불러일으킨다.

## 패러디
|                                                                      |
| Ceci n'est pas une pipe. This is not a pipe. 이것은 파이프가 아니다. |

## 의견
1. ↑   엄밀하게 말해서, 이것은 파이프가 아니고 파이프 그림이다. 그러나 말이란 간결하면서 명료해야 하는 바, 이 두 미덕 또는 조건은 다소 모순적이다. 그러므로 "이것은 파이프다"는 "이것은 파이프 그림이다"의 간결한 표현이라고 이해한다. 그러나 작가가 간결한 표현 요건을 무시했다고 단정하기는 어렵다. "이것은 파이프가 아니다"(1929)는 논리적으로 흠잡을 데 없는 "파이프 그림은 파이프 실물이 아니다"의 간결한 표현이기도 하다. 이것은 "지도는 영토가 아니다" (알프레드 코르집스키, 1933) 및 의미삼각형 (옥든 & 리차즈, 1923)과 같은 이론적 맥락이라고 믿어진다. 우리는 실물처럼 마음을 움직일 수 있는 그림과 글 등 상징에 너무 휘둘릴 수도 있다. 교육 훈련 뿐만 아니라 선전 선동 세뇌도 그런 경우다. 우상을 가리키며 "이것은 신이고, 따라서 우리는 이것에 우리 모든 것을 바쳐야 한다"면....

## 참고 문헌
- 강옥민(2007),르네 마그리트 회화의 데페이즈망 기법 연구,홍익대학교 교육대학원 석사학위논문
- 르네 마그리트(1995), 『르네 마그리트』, 조광석, 이돈수 옮김, (서울: 예경)
- 마르셀 마케(2000),『르네 마그리트 : 1898-1967: 가시화된 사유』, 김영선 옮김, (서울: 마로니에 북스)
- 미쉘 푸코(1995), 『이것은 파이프가 아니다.』, 김현 옮김,(서울: 민음사)
- 존 버거(2000), 『본다는 것의 의미』, 박범수 옮김,(서울: 동문선)
- 한국불어불문학회(1971),『최신불한사전』,(서울: 삼화출판사)

## 같이 보기
- 르네 마그리트
- 초현실주의
- 비주얼 펀
- 시뮬라크르
- 시뮬레이션